# Book Off
Book Off (ブックオフコーポレーション Bukku Ofu Kōporēshon?) (TYO: 3313) es la cadena de librerías de segunda mano más grande de Japón. Fue fundada en 1990, y tuvo éxito y una expansión rápida. En agosto de 2006 ya contaba con 866 tiendas en Japón y ocho tiendas en el extranjero. Además de libros, la cadena también vende manga, CD, DVD y videojuegos. Las tiendas se distinguen por su gran superficie, limpieza e iluminación brillante.
Una innovación a la que se le atribuye parte del éxito de la cadena, es la práctica de afeitar los cantos de las páginas de los libros con máquinas especiales para darles la apariencia de libros nuevos.
Así, ofreciendo una gran selección de libros que parecen nuevos a precios reducidos, Book Off compite agresivamente con librerías convencionales, las cuales no pueden vender libros nuevos con precios descontados debido a las regulaciones locales.
Book Off es citado frecuentemente como un ejemplo de una corporación que fue capaz de crecer durante la "década perdida" de la crisis económica de Japón que siguió a la burbuja financiera e inmobiliaria en Japón. La empresa se expandió desde venta de libros usados a venta de productos de segunda mano en sus tiendas Hard Off y renta de videos y discos en sus tiendas Tsutaya.